# Mania das tulipas

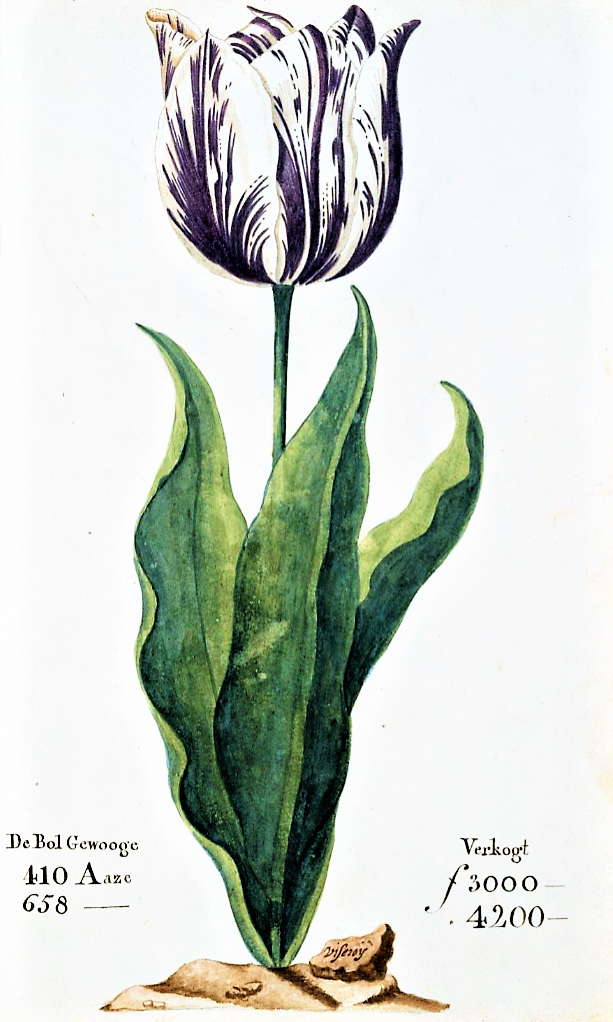
Uma tulipa, conhecida como "o vice-rei" (viseroij), exibida no catálogo neerlandês Verzameling van een Meenigte Tulipaanen, de 1637. Seu bulbo foi colocado à venda por entre três mil e quatro mil e duzentos florins, dependendo do peso (gewooge). Um artesão qualificado na época ganhava cerca de trezentos florins por ano.

A mania das tulipas (em neerlandês:  tulpenmanie) foi um período durante o Século de Ouro dos Países Baixos, quando os preços contratuais de alguns bulbos da tulipa recém-introduzida e da moda atingiram níveis extraordinariamente altos. A maior aceleração começou em 1634 e então entrou em colapso dramático em fevereiro de 1637. É geralmente considerada como a primeira bolha especulativa ou bolha de ativos registrada na história. De muitas maneiras, a mania das tulipas foi mais um fenômeno socioeconômico então desconhecido do que uma crise econômica significativa. Não teve nenhuma influência crítica sobre a prosperidade da República Holandesa, que foi uma das principais potências econômicas e financeiras do mundo no século XVII, com a maior renda per capita do mundo de cerca de 1600 a cerca de 1720. O termo "mania das tulipas" agora é frequentemente usado metaforicamente para se referir a qualquer grande bolha econômica quando os preços dos ativos se desviam dos valores intrínsecos.
Os mercados a termo surgiram na República Holandesa durante o século XVII. Entre os mais notáveis centrou-se no mercado de tulipas, no auge da mania das tulipas. No auge da mania das tulipas, em fevereiro de 1637, alguns bulbos de tulipa eram vendidos por mais de dez vezes a renda anual de um artesão habilidoso. A pesquisa é difícil por causa dos dados econômicos limitados da década de 1630, muitos dos quais vêm de fontes tendenciosas e especulativas. Alguns economistas modernos propuseram explicações racionais, ao invés de uma mania especulativa, para o aumento e queda dos preços. Por exemplo, outras flores, como o jacinto, também tiveram preços iniciais altos na época de sua introdução, que caíram à medida que as plantas foram propagadas. Os altos preços dos ativos também podem ter sido motivados por expectativas de um decreto parlamentar de que os contratos poderiam ser anulados por um pequeno custo, diminuindo assim o risco para os compradores.
O evento de 1637 ganhou atenção popular em 1841 com a publicação do livro Memorando de Extraordinários Engodos Populares e a Loucura das Multidões, escrito pelo jornalista escocês Charles Mackay, que escreveu que chegou ao ponto de serem negociados cinco hectares (12 acres) de terra por um bulbo de Semper Augustus. Mackay afirmou que muitos investidores foram arruinados pela queda dos preços, e o comércio neerlandês sofreu um choque severo. Embora o livro de Mackay seja um clássico, seu relato é contestado. Muitos estudiosos modernos acreditam que a mania não era tão destrutiva quanto ele descreveu.

## História

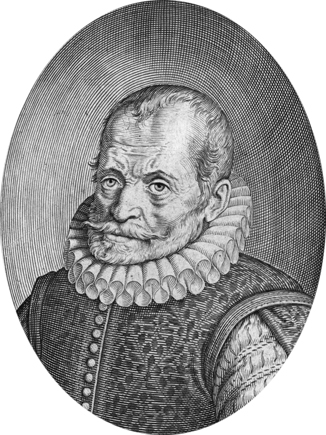
Charles de l'Écluse

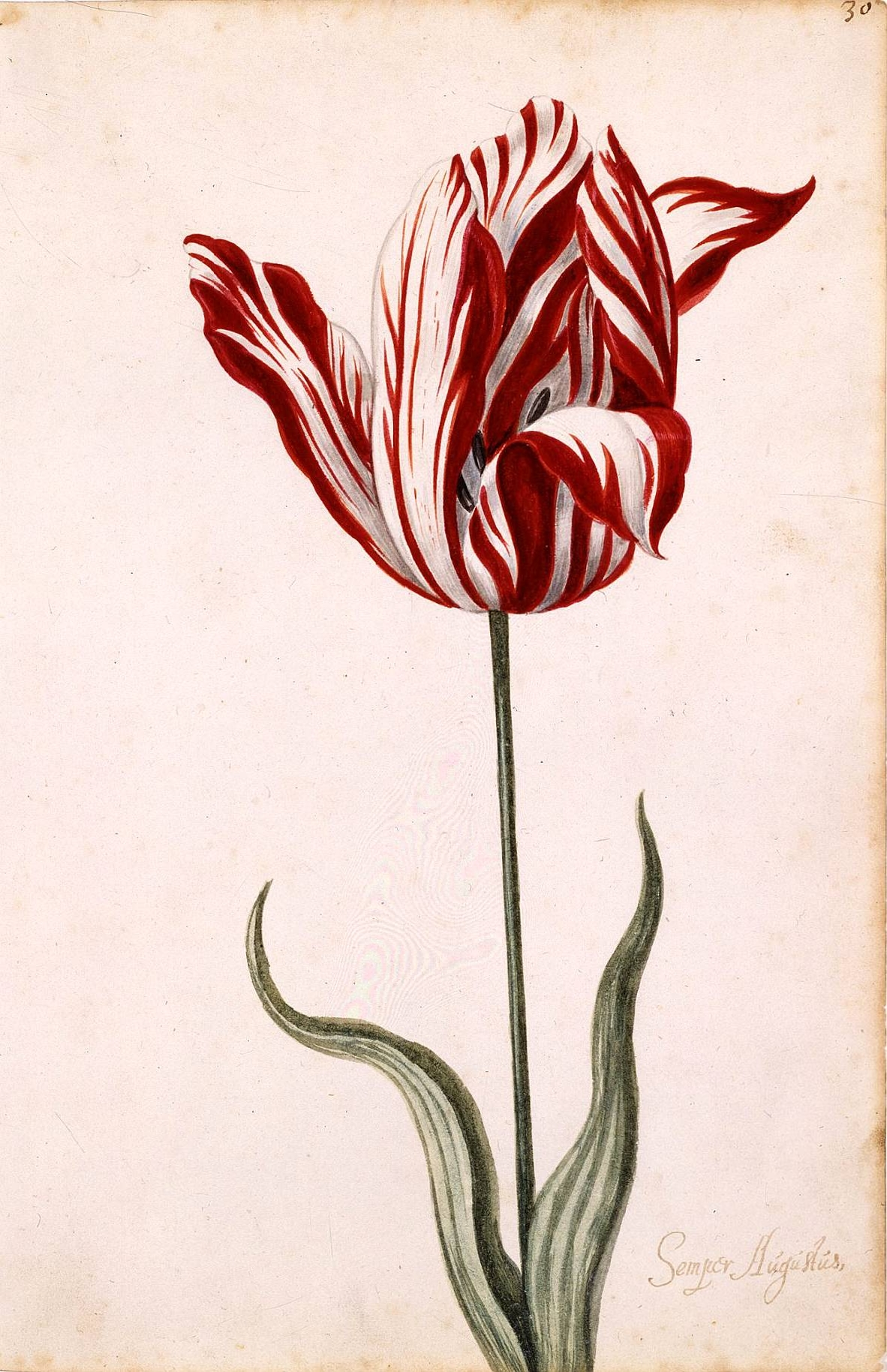
Aquarela de um pintor holandês anônimo do século XVII mostra a Semper Augustus, o bulbo mais famoso de tulipa, que foi vendido por preço recorde.

A tulipa foi introduzida na Europa durante a metade do século XVI à época do Império Otomano. Imagina-se que seu cultivo nas Sete Províncias tenha começado em 1593, quando Charles de l'Écluse criou mudas de tulipa capazes de tolerar as ásperas condições climáticas nos Países Baixos, a partir de bulbos que lhe haviam sido enviados da Turquia por Ogier de Busbecq. No começo do século XVII, a flor já era muito usada na decoração de jardins e também na medicina.
Apesar de não terem perfume e florescerem apenas por uma ou duas semanas ao ano, os jardineiros holandeses apreciavam as tulipas por sua beleza. Muitos mercadores, artesãos e colecionadores preferiam colecionar e pintar tulipas a quadros.
Rapidamente a popularidade das flores aumentou. Mudas especiais recebiam denominações exóticas ou nomes de almirantes da marinha holandesa. As mais espetaculares e altamente desejadas tinham cores vívidas, linhas e pétalas flamejantes. A tulipa se tornara um cobiçado artigo de luxo e símbolo de status social e estabelece-se a competição entre membros das altas classes pela posse das variedades mais raras. Os preços disparam.
Em 1623, um simples bulbo de uma variedade famosa de tulipa poderia custar muitos milhares de florins neerlandeses. Tulipas foram trocadas por terras, animais valiosos. Algumas variedades podiam custar mais que uma casa em Amsterdã. Dizia-se que um bom negociador de tulipas conseguia ganhar seis mil florins por mês, quando a renda média anual, à época, era de 150 florins. Um bulbo de tulipa passou a ser vendido pelo preço equivalente a 24 toneladas de trigo. Por volta de 1635, a venda de 40 bulbos por 100.000 florins foi um recorde. Para efeito de comparação, uma tonelada de manteiga custava algo em torno de 100 florins e oito porcos graúdos custavam 240 florins. O recorde foi a venda de um dos mais famosos bulbos, o Semper Augustus, por 6.000 florins, em Haarlem.
Em 1636, tulipas eram vendidas nas bolsas de valores de numerosas cidades holandesas. O comércio das flores era encorajado por todos os membros da sociedade; muitas pessoas vendiam ou negociavam suas posses no intuito de especular no mercado de tulipas. Alguns especuladores tiveram muito lucro, enquanto outros perderam tudo ou quase tudo o que tinham.
Negociantes passaram a vender bulbos das tulipas que tinham acabado de plantar ou ainda que intencionavam plantar (os chamados contratos futuros de tulipa) - apesar de um édito de 1610 ter proibido esse tipo de negócio. O fenômeno foi chamado windhandel ("negócio de vento") e ganhou espaço sobretudo em tavernas de cidades pequenas, onde se usava uma espécie de lousa para indicar as ofertas de preço.
Em fevereiro de 1637, os comerciantes de tulipas não conseguiam mais inflacionar os preços de seus bulbos e então começaram a vendê-los. A bolsa de valores estourou. Começou-se a suspeitar que a demanda por tulipas não duraria e isso propagou o pânico no mercado. Alguns deixaram de segurar contratos para compra de tulipas, estabelecidos a preços que agora eram dez vezes maiores que os preços de mercado; outros acharam-se na posse de bulbos cujo preço era muito inferior ao que haviam pago. Consequentemente, milhares de holandeses, incluindo executivos e membros da alta sociedade, ruíram financeiramente.

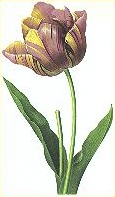
Aquarela de uma tulipa, publicada na revista Harper's New Monthly Magazine, em 1876. Pintura de Pierre-Joseph Redouté.

Tentativas de resolver a situação fracassaram. Os juízes consideraram os débitos como contratados através de especulação e portanto, sem corroboração legal. Assim, as pessoas permaneceram abarrotadas de bulbos comprados antes da quebra, já que nenhuma Corte determinaria a execução do pagamento desses contratos.
Versões menores da tulipamania também ocorreram em outras partes da Europa, entretanto nunca chegaram ao nível da que ocorreu nos Países Baixos. Na Inglaterra de 1800, era comum pagar cinquenta guinéus por um único bulbo de tulipa. Esta soma poderia manter um trabalhador e sua família com comida, roupa e aluguel por seis meses.
Os fatos foram relembrados, mais de dois séculos depois, no livro Memorando de extraordinários engodos populares e a loucura das multidões, escrito pelo jornalista inglês Charles Mackay, em 1843. Mackay, no entanto, omitiu-se de mencionar que no mesmo período, os Países Baixos foram também atingidos por uma epidemia de peste bubônica, entre outros contratempos, durante a Guerra dos Trinta Anos. Possuir tulipas no lar era um meio de impressionar e quando a riqueza rolava escada-social abaixo então, todos clamavam por tulipas. Charles Mackay conta uma história da época:
No século XX descobriu-se que as pétalas repletas de babados e cores vicejantes, que davam a essa flor um ar apoteótico, eram, de fato, resultado de uma infecção causada por um vírus que só atingia tulipas, conhecido como vírus do mosaico da tulipa. A flor saudável era considerada sólida, macia e monótona.